# Feng Ziqi
Det här är en artikel om en person med kinesiskt personnamn; Feng är familjenamnet.
Feng Ziqi (kinesiska: 冯紫琪, född 29 juni 1999, är en kinesisk brottare som tävlar i fristil.

## Karriär
Vid VM 2023 i Belgrad tog Feng brons i 50 kg-klassen efter att ha besegrat colombianska Alisson Cardozo i bronsmatchen. Vid olympiska sommarspelen 2024 i Paris tog hon återigen brons i 50 kg-klassen efter att ha besegrat mongoliska Dolgordzjavyn Otgondzjargal i bronsmatchen.